# شرق جنوب آسيا
شرق جنوب آسيا هي منطقة فرعية من جنوب آسيا، تضم كلاً من بنغلاديش، وبوتان، ونيبال، بالإضافة إلى أجزاء من الهند، وتحديدًا المناطق الشرقية والشمال الشرقية منها. وتقع هذه المنطقة جغرافيًا بين جبال الهيمالايا الشرقية وخليج البنغال.
يمر عبرها اثنان من أنهار العالم، وهما نهر الغانج ونهر براهمابوترا، اللذان يصبان في البحر عبر هذه المنطقة. وتتميز شرق جنوب آسيا بتنوع تضاريسها؛ إذ تشمل أعلى السلاسل الجبلية في العالم، إلى جانب أكبر دلتا نهرية على وجه الأرض.
المناخ في المنطقة يتراوح بين الألبي وشبه الألبي في المناطق المرتفعة، إلى المناخين شبه الاستوائي والاستوائي في المناطق المنخفضة. ونظرًا لكون نيبال وبوتان وشمال شرق الهند مناطق غير ساحلية، فإن السواحل الواقعة في بنغلاديش وشرق الهند تمثل المنافذ البحرية الرئيسية للمنطقة.
يبلغ عدد سكان شرق جنوب آسيا أكثر من 441 مليون نسمة، وهو موطن لـ 6% من سكان العالم و25% من سكان جنوب آسيا. وتعمل مبادرة بنغلاديش وبوتان والهند ونيبال على تعزيز التكامل الاقتصادي في المنطقة. والدول الأربع أعضاء في رابطة جنوب آسيا للتعاون الإقليمي ومبادرة خليج البنغال للتعاون الفني والاقتصادي متعدد القطاعات . إن مقاطعة يونان ومنطقة التبت ذاتية الحكم في جمهورية الصين الشعبية وميانمار مترابطة تاريخيا واقتصاديا وثقافيا مع شرق جنوب آسيا. حيث تم إنشاءمنتدى بنغلاديش والصين والهند وميانمار ليكون ممرًا اقتصاديًا في المنطقة.

## تاريخ

### علم الآثار
ويشمل التراث الأثري في شرق جنوب آسيا مواقع ذات أهمية تاريخية ودينية كبيرة. من أبرزها لومبيني، مسقط رأس بوذا، إلى جانب الجامعات والأديرة القديمة مثل نالاندا، وفيكرامشيلا، وسومابورا ماهافيهارا، وجاجادالا، وأودانتابوري، ومايناماتي.
وتضم المنطقة أيضًا العديد من المعالم الأثرية الأخرى، مثل أعمدة أشوكا، ومدن تاريخية مثل باتاليبوترا، وتشامبا، وفيشالي، وباليراجبور، وراججير، وسيسوبالجاره، وكالينغا، وماهاستانجاره، بالإضافة إلى المدن المحصنة المدمرة مثل واري باتيشوار، وبيتاجاره، وتشاندراكيتوغار.
تُعد المنطقة وجهة في السياحة الدينية، حيث تحتوي على مسار سياحي بوذي شهير.
كما يحتضن شرق جنوب آسيا عددًا كبيرًا من المساجد التاريخية التي تعود إلى العصور الوسطى وبداية العصر الحديث، من أبرزها مسجد أدينا، الذي يُعد أكبر مسجد في شبه القارة الهندية في تلك الفترة، ومسجد الستين قبة، إضافة إلى مبانٍ ضخمة مثل بارا كاترا ومسجد كاترا.
وتبرز في المنطقة أيضًا أمثلة متميزة من العمارة الهندوسية التي تعود إلى العصور الوسطى وبداية العصر الحديث، خاصة في نيبال حيث تتجلى عمارة نيوا، وفي البنغال التي عُرفت بطرزها المعمارية الفريدة.

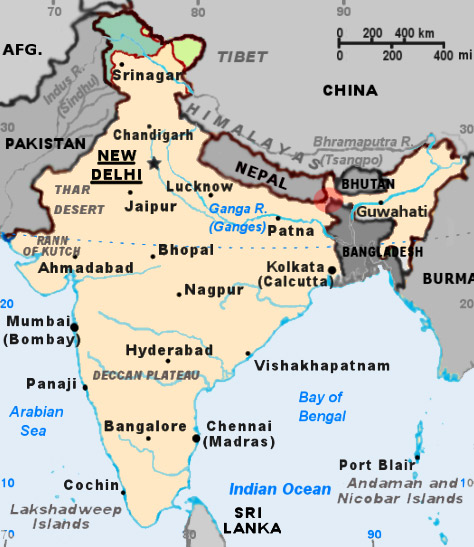
خريطة توضح ممر سيليجوري (ممر رقبة الدجاجة) بين الهند وبنجلاديش ونيبال وبوتان

## تقاسم المياه
توجد في المنطقة العديد من الأنهار العابرة للحدود، مما يشكل سبباً للنزاعات على تقاسم المياه. وتتقاسم بنجلاديش والهند 54 نهرًا عابرًا للحدود، لكنهما لا تمتلكان معاهدة شاملة لإدارة الأنهار. وكانت هناك أيضًا انتقادات لاتفاقيات تقاسم المياه والطاقة الكهرومائية القائمة بين الهند ونيبال وبوتان. كما تشعر بنجلاديش والهند بالقلق إزاء الجهود الصينية لبناء سد على نهر براهمابوترا .